# Cultura da Catalunha
A cultura da Catalunha é o conjunto do conhecimento que os catalães possuem como fruto de sua literatura e história, de sua ciência e senso comum, etc.
No entanto, para se compreender toda essa efervescência, é necessário que se estude a realidade cultural, econômica, histórica, política e social vivida por catalães, valencianos, baleares, aragoneses-catalães, norte-catalães, andorranos e algueireiros.

## Cultura geral

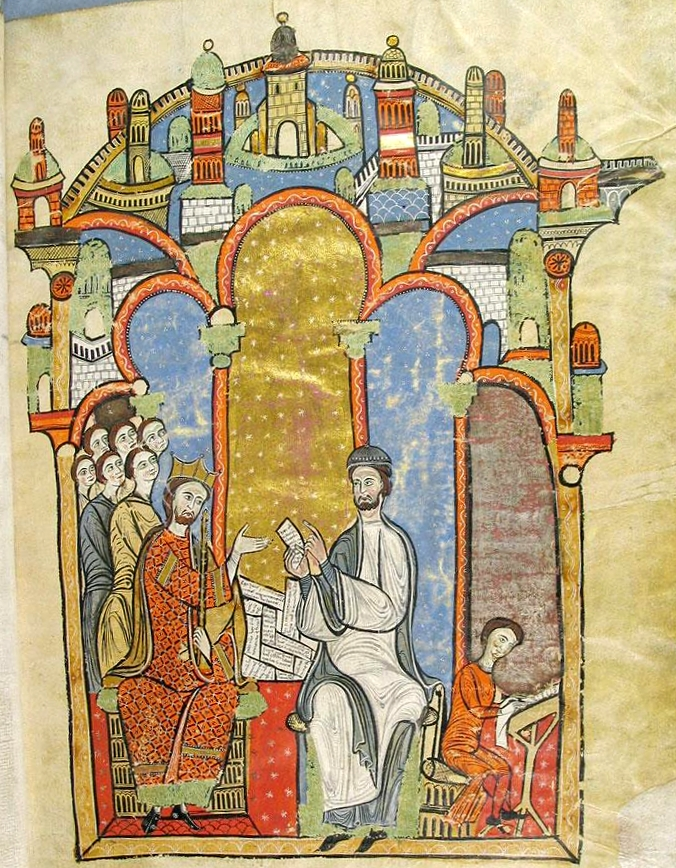
Ilustração do Liber feudorum maior: livro no qual eram recolhidos juramentos territoriais

Os catalães sentem-se atraídos pelas suas liberdades, entre outros aspectos, devido à herança deixada pelos seus sujeitos históricos para a atualidade: desde as assembleias de paz e trégua e a Corte condal da Idade Média até o parlamento contemporâneo.
Surgida no século XI, a denominação Catalunha referia-se aos territórios dos condes de Urgel, Besalú, Cerdanya e Barcelona. No entanto, como primeira referência documental, a denominação Catalunha surgiu no século XII, em um juramento feito por habitantes de Carcassona a Raimundo Berengário III de Barcelona.

### Antecedentes

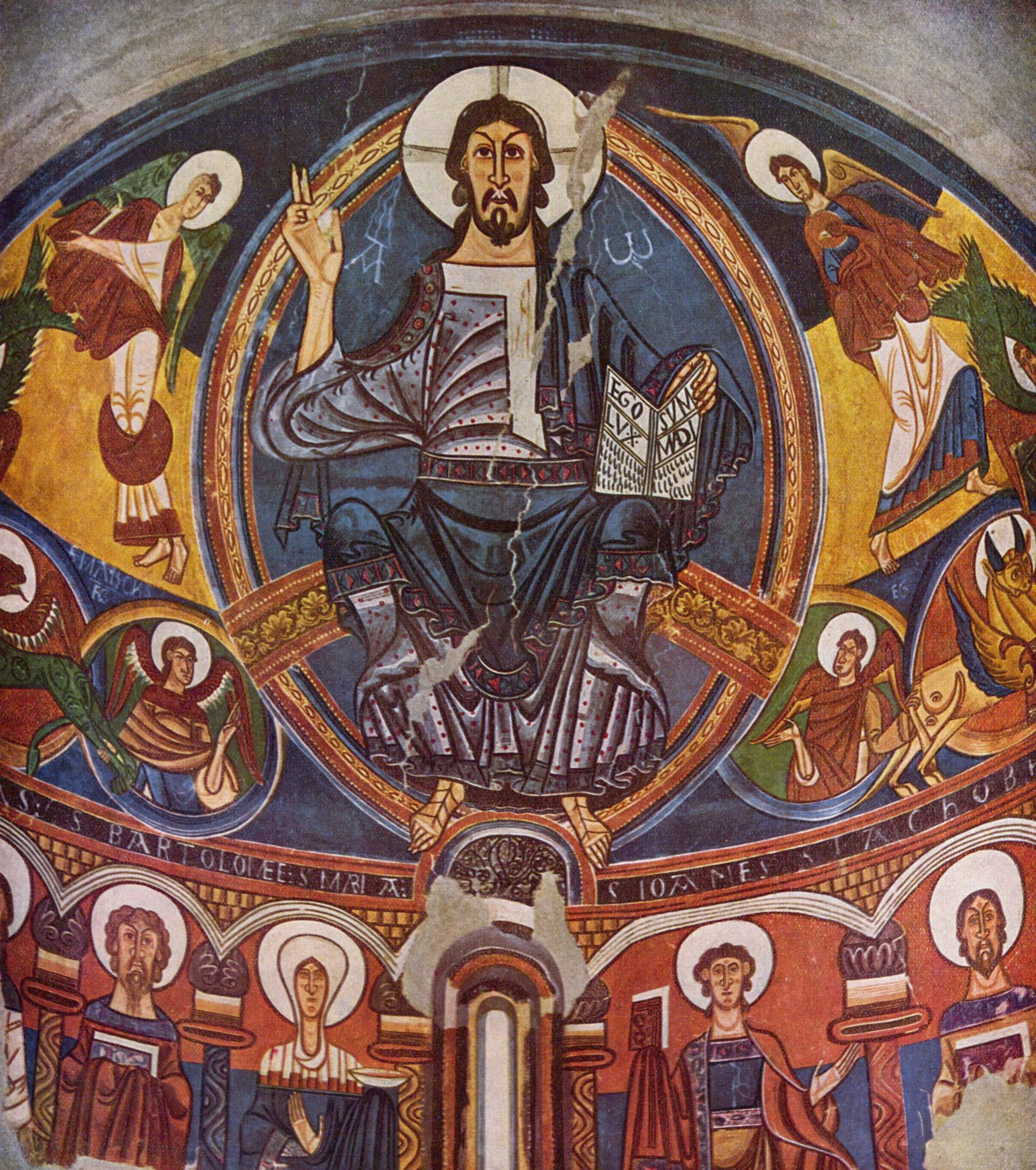
O pantocrator de Taüll

Durante a consolidação do regime feudal na sua vertente mais dura, havia guerras contínuas que favoreciam a posição dos cavaleiros, em quem os condes confiavam a administração do seu território. Esses cavaleiros impunham a sua opressão sobre o trabalho campesino; opressão essa abençoada pela Igreja. Nesse contexto, um ex-conde tornou-se abade, o abade Oliva, quem impulsou, além da atividade intelectual e da extensão da arte românica, as assembleias de Paz e Trégua: uma tentativa de mediação nas constantes lutas feudais que sangravam o território.
Essas lutas continuariam até o final do século XI quando chegaria, ao condado de Barcelona, a autoridade de Raimundo Berengário I - a partir de quando, o regime feudal passaria a conviver com uma estrutura estatal mais firme. Nesse contexto, surgia a denominação de Catalunha, falava-se catalão nas ruas e nas propriedades feudais, a economia desenvolvia-se e o comércio e as cidades de Barcelona, Girona, Vic e a Seu d'Urgell reviviam.

### Coroa de Aragão

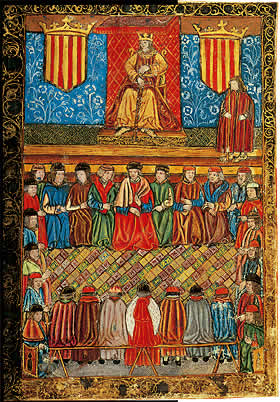
Corts Catalanes, segundo uma miniatura do século XV

Como Castela já era uma potência e contava com vontade e recursos para engolir a Península Ibérica, Catalunha embarcava na aventura de seu território vizinho: unidos, como sócios e aliados, Catalunha e Aragão, poderiam enfrentar as ocupações. Assim, Aragão ganhava uma saída ao mar, Catalunha um aliado no enfrentamento tanto com Castela como com a França e nascia a Coroa de Aragão. Mesmo fundindo-se duas dinastias, cada território continuou com instituições, línguas e moedas próprias – funcionando separadamente.

### Jaime I de Catalunha-Aragão
Jaime I é possivelmente um dos personagens mais carismáticos: com o seu reinado, a Catalunha abria-se ao mar Mediterrâneo. Nesse contexto, também, surgiam leis e obras literárias de alto nível.

### Mercantilismo
Como Catalunha crescera pelo mar: chegando a possuir três ilhas baleares, três ilhas italianas, um território na Grécia, relações preferenciais ao norte da África e a bênção da Igreja, chegavam as guerras, que esgotariam o patrimônio e a economia catalã.

### O pactismo

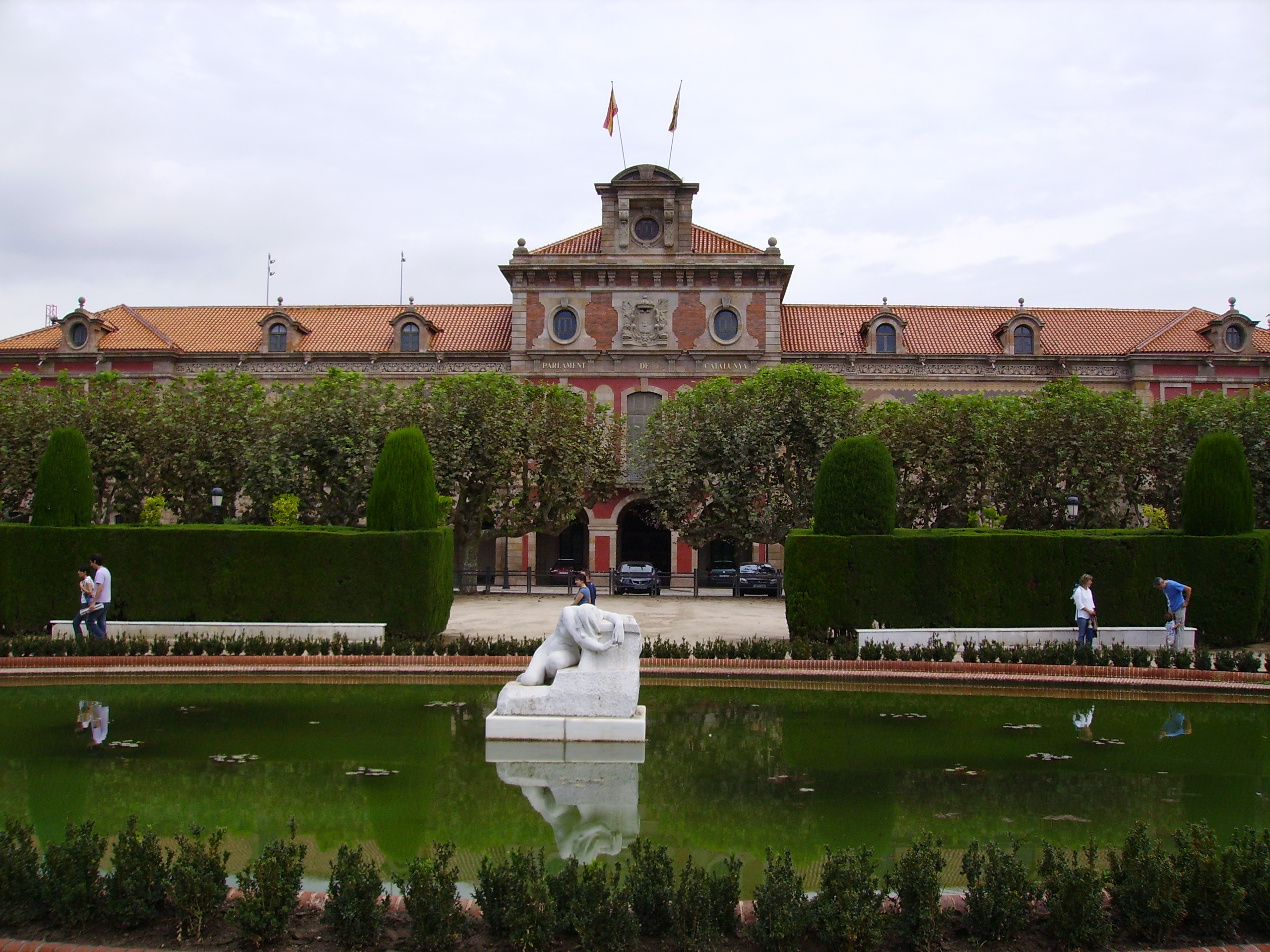
Parlamento da Catalunha

O regime medieval catalão regia-se através de uma fórmula chamada de pactismo, que garantia o equilíbrio de forças entre os condes e as classes privilegiadas. Contudo, mesmo essa espécie de intercâmbios de favores continuando a deixar de lado a grande maioria da população, ela marcaria a personalidade coletiva. Essa forma de pactismo – teorizada no tratado Lo Crestià, de Francesc Eiximenis, que expressa a necessidade de que a monarquia legisle de acordo com os estamentos representados nas Cortes – é a responsável pelo lema popular “volem, estatuïm e ordenam”, assim como pelos historiadores afirmarem que o Parlamento da Catalunha data de 1283 e é o mais antigo da Europa. Por isso, também, por não se acreditar no 'direito divino' nem no 'direito natural', os catalães defendem tanto o consenso, o diálogo e que se respeite aquilo que é ditado pelo povo.

### Integração no Reino de Castela

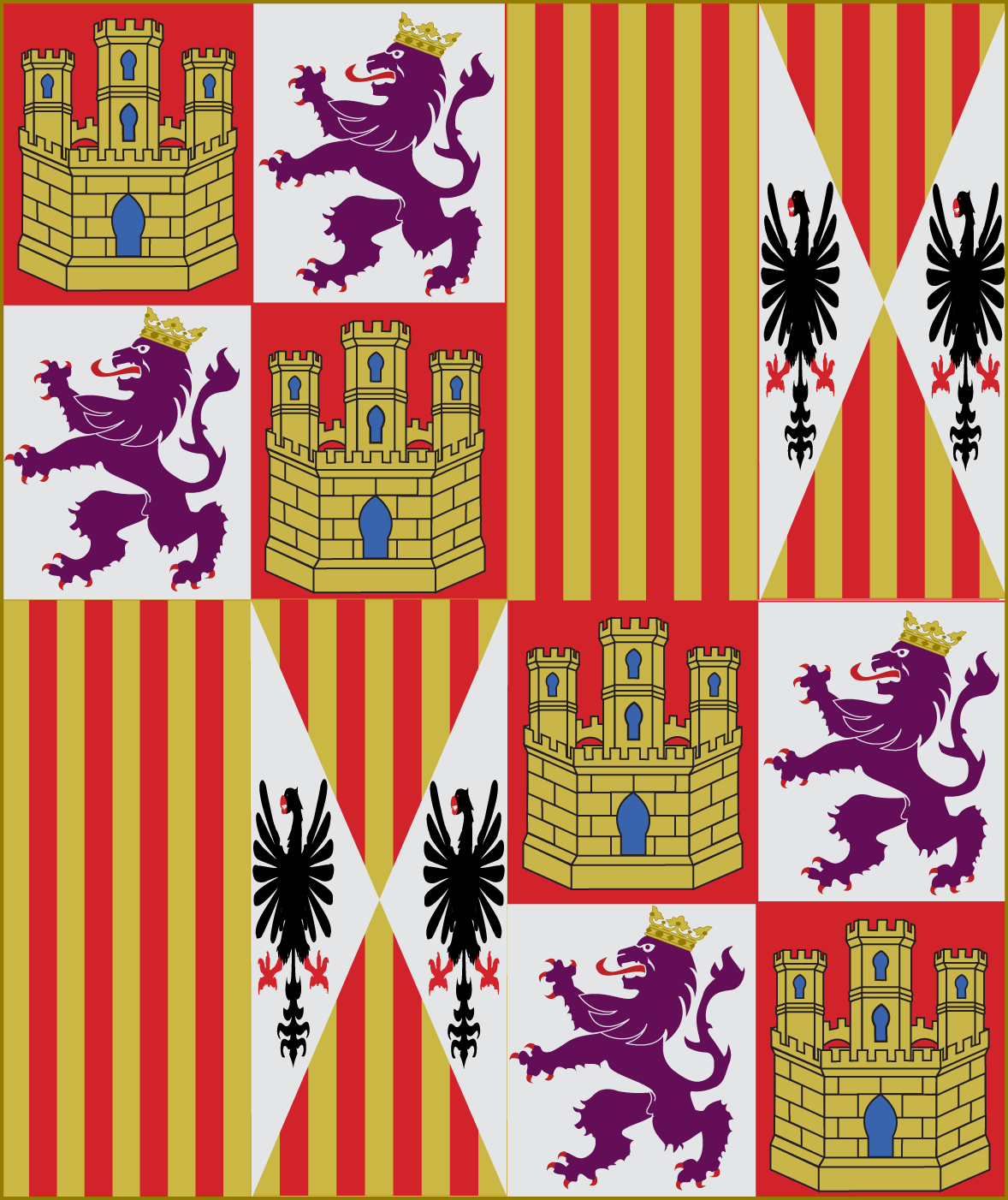
Pendão das Espanhas

No século XV, chegavam as grandes crises sociais, políticas e sociais. Catalunha minava-se pelas lutas internas e perdia o timão da Coroa de Aragão: fato que facilitaria que fosse engolida por Castela e que renunciasse a uma política exterior. Dois séculos depois, e devido à tendência centralista dos governos castelhanos, chegavam novas e violentas revoluções.

### Pau Claris-Consell de Cent

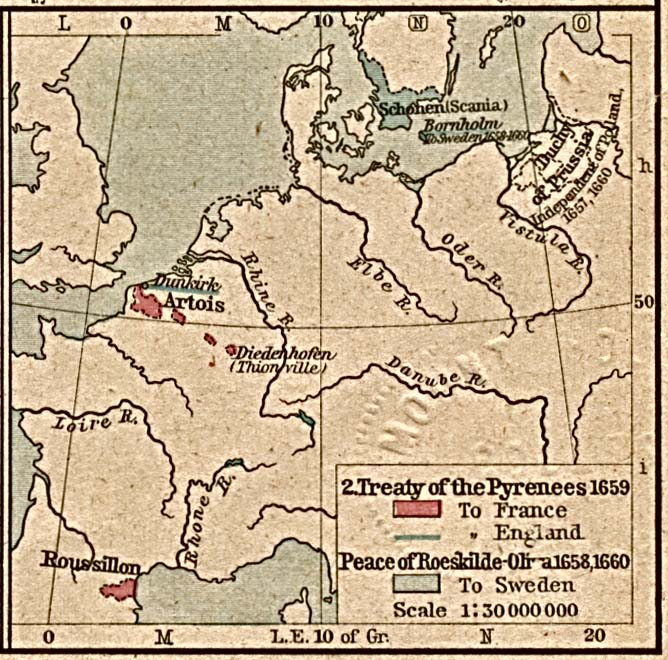
Tratado dos Pirenéus

Além de ser um dos pontos nevrálgicos da cidade de Barcelona, Pau Claris foi o presidente da Generalitat de Catalunya quem, em coordenação com o Consell de Cent defendeu, em 1640, a constituição catalã. O objetivo era restaurar a independência, assim como o faria Portugal.

### Dia 11 de Setembro
A festa nacional é uma data sui generis, já que comemora a derrota sofrida no dia 11 de Setembro de 1714, a fim de que a memória histórica seja preservada.

### Nacionalismo

Bandeira da Catalunha

Com a vitória de Filipe V de Espanha, a Catalunha centrava-se no trabalho: perdidas as instituições, a economia fazia a diferença – por isso, ainda hoje, acredita-se que os catalães sejam ricos e insolidários. Cada vez mais, a Catalunha das fábricas distanciava-se da Espanha absolutista. Um século depois, isso faria com que a Catalunha tornasse-se nacionalista. Outro século e as tensões, as esperanças e os ódios chegariam ao seu auge; mas não seria o contexto da Segunda República Espanhola que viria a corrigir ofensas e injustiças já que a Guerra Civil Espanhola seria ganha pelo pensamento de direita e fascista.

### Perseguição
Uma das constantes do regime de Francisco Franco era perseguir a língua e a cultura catalã. A partir de 1975, iniciava-se o processo de transição democrática, que outorga a autonomia, as liberdades e os Jogos Olímpicos.

## Patrimônio cultural e imaterial

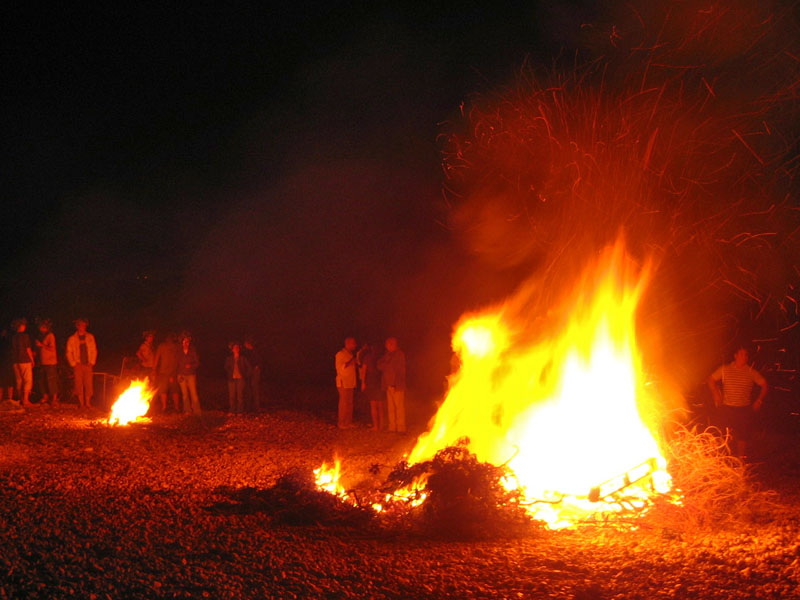
Nit de Sant Joan.

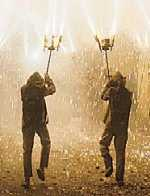
Ball de Diables.

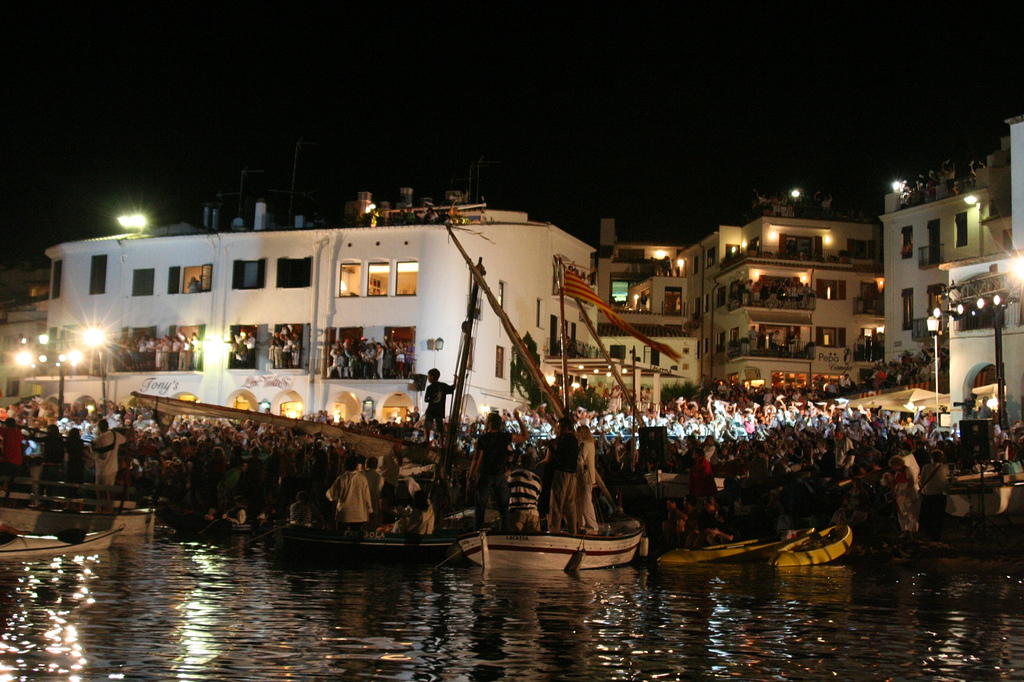
Cantada de havaneres de Calella de Palafrugell.

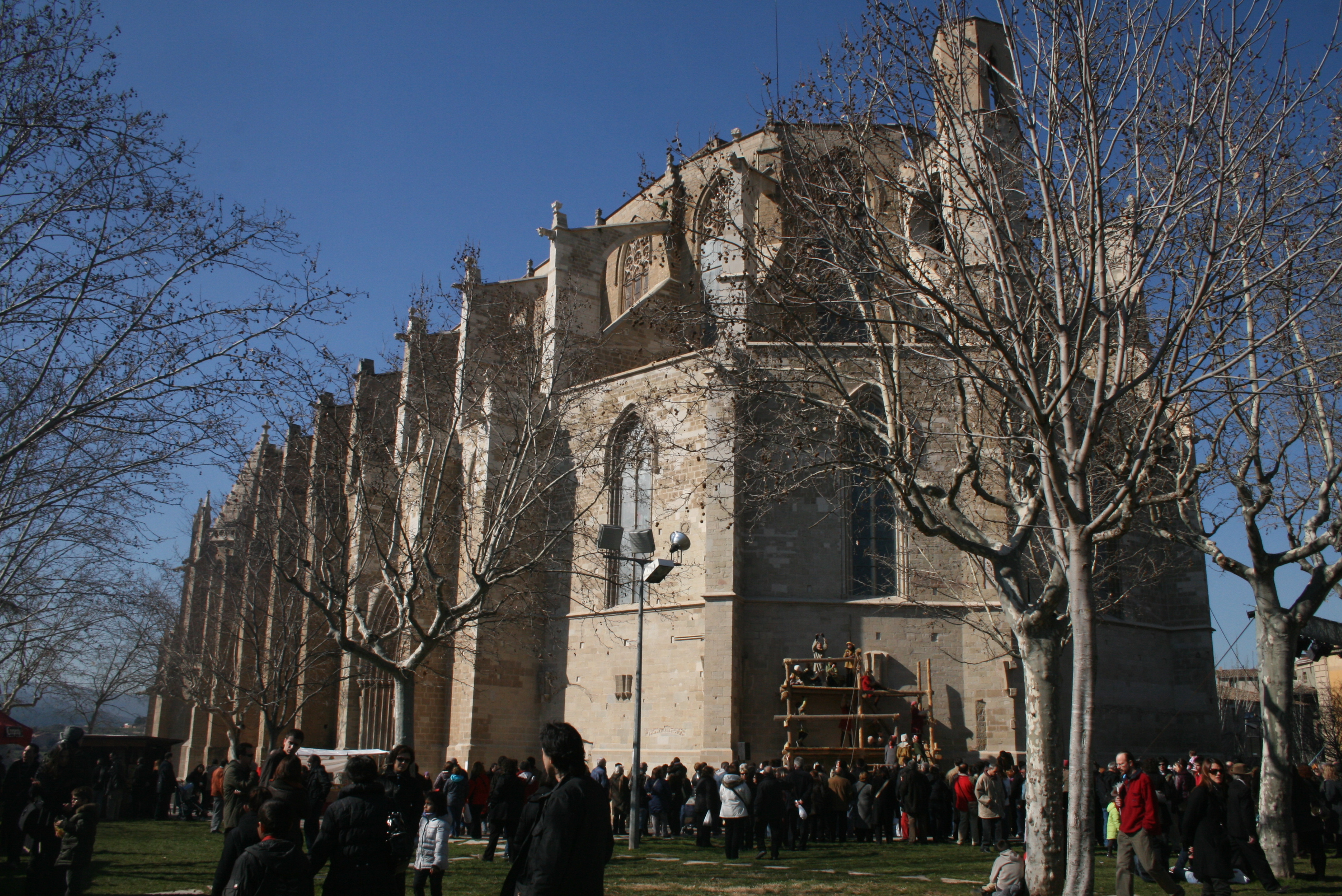
Festa de la Misteriosa Llum de Manresa.

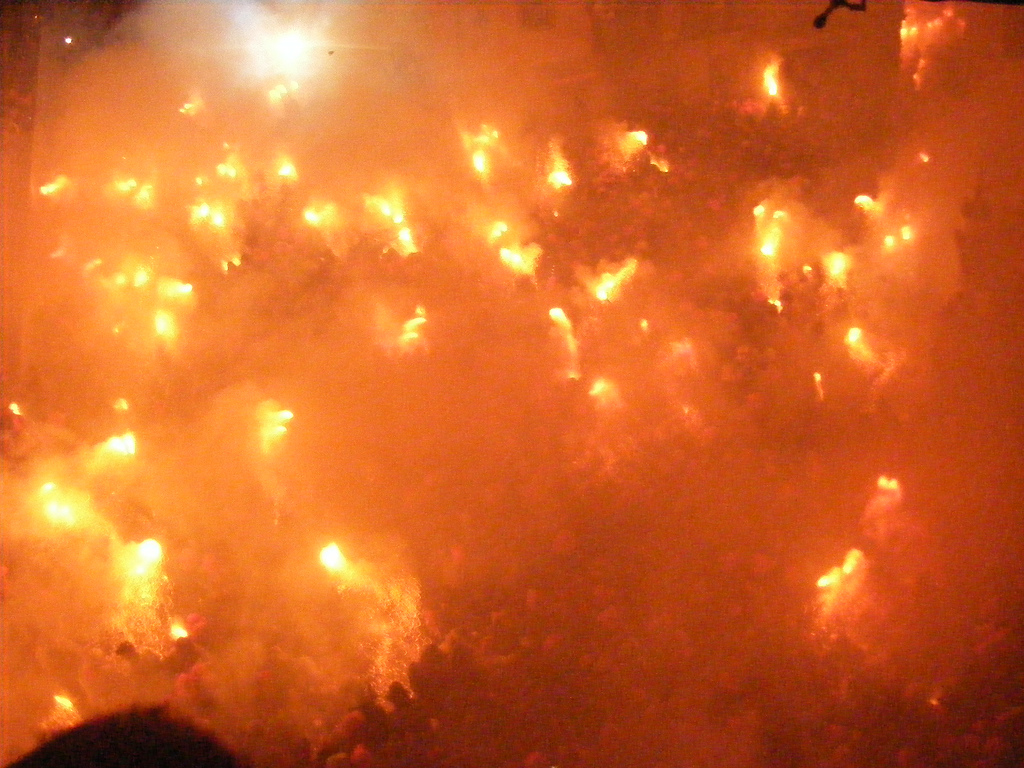
Patum de Berga.

Cem candidaturas optavam a se converter no patrimônio cultural e imaterial catalão. Em 2010, as dez seguintes seriam eleitas
- Sardana.
- Castells.
- Fogueira de São João e Flama do Canigó.
- Representações da Paixão de Cristo.
- Baile de Diabos: diables e correfocs.
- Cantada de havaneres de Calella de Palafrugell.
- Festa Maior de Vilafranca del Penedès.
- Festa da Misteriosa Luz de Manresa.
- Patum de Berga.